# Jules Grandjean
Jules Grandjean (* 22. März 1899 in Tintigny; † 11. Februar 1945 im KZ Dora) war ein belgischer römisch-katholischer Geistlicher und Märtyrer.

## Leben
Jules Grandjean war in Bellefontaine (Tintigny), unweit des heutigen Wallfahrtsortes Beauraing, geboren. Mit 16 Jahren wurde er von den deutschen Besatzern deportiert. 1926 wurde er zum Priester geweiht. Die Stationen seines Wirkens waren: Bouillon, Florenville (1928), Pfarrer in Latour (Virton) (1931) und schließlich Pfarrer in Willerzie (Gedinne) (1936).
Am 15. Mai 1942 wurde er wegen Widerstandsaktivitäten verhaftet und verbrachte 15 Monate im Gefängnis Saint-Gilles/Sint-Gillis. Am 28. August 1943 kam er über Essen, Münster und Kassel nach Hameln und blieb dort bis Ende April 1944. Er wurde vom Sondergericht Hameln zu mehreren Jahren Zwangsarbeit verurteilt und kam über Brieg Ende Mai 1944 nach Groß Strelitz und Ende 1944 in das KZ Groß-Rosen. Am 6. Februar 1945 gehörte er zu einem Todeskonvoi von 2000 Häftlingen, die fünf Tage lang auf offenen Güterwagen in das KZ Mittelbau-Dora transportiert wurden. Bei der Ankunft am 11. Februar 1945 gehörte er zu den 1320 Verstorbenen. Er starb im Alter von 45 Jahren.

## Gedenken
In Willerzie ist ein Platz nach ihm benannt.